# Otto Niittykoski
Otto Niittykoski (* 13. März 2001) ist ein finnischer Nordischer Kombinierer.

## Werdegang
Niittykoski, der für Ylistaron Kilpaveljet startet, gab am 29. August 2014 im Rahmen des Schüler Grand Prix in Oberstdorf sein internationales Debüt und belegte dabei die Ränge zwei und eins. Im Frühjahr 2016 nahm er an den Youth-Cup-Wochenenden in Harrachov und Trondheim teil, wo er immer das Podest erreichte und sogar zweimal gewann. Auch in der Saison 2016/17 nahm er erfolgreich an den Youth-Cup-Wettkämpfen teil und belegte schließlich den zweiten Rang in der Gesamtwertung. Am 14. Januar 2017 debütierte Niittykoski im heimischen Ruka im Continental Cup, der zweithöchsten internationalen Wettkampfserie, blieb jedoch punktlos. Erst ein Jahr später konnte er an gleicher Stelle seine ersten Continental-Cup-Punkte gewinnen. Bei den Nordischen Junioren-Skiweltmeisterschaften 2018 in Kandersteg erreichte er im Gundersen Einzel den 27. Platz, ehe er gemeinsam mit Wille Karhumaa, Atte Kettunen und Waltteri Karhumaa den sechsten Platz im Teamwettbewerb belegte. Zum Abschluss kam er im Sprint auf Rang 26. Zum Auftakt in die Saison 2018/19 gab Niittykoski am 24. November in Ruka als Teil der nationalen Gruppe sein Weltcup-Debüt, kam jedoch nicht über den 56. und letzten Platz hinaus. Dennoch war er wenige Wochen später in Ramsau erneut Teil des finnischen Weltcup-Kaders, wo er sich erneut außerhalb der Punkteränge einreihte. Daher trat er im Januar wieder im Continental Cup an, wo er konstant in die Top 30 lief und am ersten Wettkampftag in Ruka als Vierzehnter sein bis dato bestes Ergebnis erzielte. Bei den Nordischen Junioren-Skiweltmeisterschaften 2019 in Lahti wurde Niittykoski Achter im Sprint und blieb dabei nur rund 50 Sekunden hinter dem Sieger Julian Schmid zurück. Im Team als Siebter sowie im Gundersen Einzel als 29. konnte er daran jedoch nicht anknüpfen. Bei den Nordischen Skiweltmeisterschaften 2019 in Seefeld gehörte Niittykoski zum finnischen Kader, doch kam er außerhalb von Trainingseinheiten nicht zum Einsatz.
Wie im Vorjahr startete er bei der Ruka Tour im Weltcup in den Winter, konnte jedoch erneut keine Punktgewinne verzeichnen. Im Continental Cup erzielte er hingegen konstant Platzierungen unter den ersten 15. Bei den Nordischen Junioren-Skiweltmeisterschaften 2020 in Oberwiesenthal belegte er Rang 17 im Gundersen Einzel und wurde darüber hinaus gemeinsam mit Wille Karhumaa, Perttu Reponen und Waltteri Karhumaa Fünfter in der 4 × 5-km-Staffel. Im Sommer 2020 gewann Niittykoski bei den finnischen Sommermeisterschaften in Kuopio als Dritter hinter Ilkka Herola und Eero Hirvonen seine zweite nationale Medaille. Zum Auftakt in die Saison 2020/21 versuchte er sich als Teil der nationalen Gruppe erneut im Weltcup. Nachdem er an den ersten beiden Wettkämpfen die Punkteränge klar verpasst hatte, kam er diesen als 32. im dritten Gundersen-Wettbewerb schon näher. Am 23. Januar 2021 nahm er in Lahti erstmals an einem Teamsprint-Wettbewerb im Weltcup teil und wurde dabei gemeinsam mit Arttu Mäkiaho Zehnter. Tags darauf lag er nach dem Sprungdurchgang im Einzelwettbewerb noch auf dem 21. Platz, doch konnte er diesen Rang nicht halten und landete schließlich als 33. außerhalb der Punkteränge. Ende Januar wurde Niittykoski in der Abwesenheit des Weltcup-Kaders in Taivalkoski erstmals finnischer Meister. Am ersten Februarwochenende trat er im heimischen Lahti erneut im Continental Cup an und erreichte dabei am zweiten Wettkampftag als Sechster erstmals die besten Zehn. Wenige Tage später nahm Niittykoski erneut an den Nordischen Junioren-Skiweltmeisterschaften teil, die nach einer Verlegung des Austragungsortes wieder in Lahti stattfanden. Beim Gundersen Einzel belegte er den vierten Rang und verpasste nur um etwas mehr als dreißig Sekunden die Medaillenränge. Tags darauf wurde er gemeinsam mit Rasmus Ähtävä, Annamaija Oinas und Alva Thors Siebter im Mixed-Team. Bei den Nordischen Skiweltmeisterschaften 2021 gehörte Niittykoski zum fünfköpfigen finnischen Aufgebot und kam bei drei von vier Wettbewerben zum Einsatz. Im Gundersen Einzel von der Normalschanze kam er mit einem Rückstand von fast vier Minuten auf den Sieger als 34. ins Ziel. Zwei Tage später wurde er gemeinsam mit Perttu Reponen, Ilkka Herola und Eero Hirvonen Fünfter im Team. Zum Abschluss belegte Niittykoski den 30. Rang im Gundersen-Wettkampf von der Großschanze.
Am 11. Dezember 2021 gewann er beim Massenstart-Wettbewerb in Otepää seinen ersten Weltcup-Punkt.

## Privates
Niitykoski besuchte die Sotkamo High School. Währenddessen teilte er sich mit dem Nordischen Kombinierer Atte Kettunen eine Wohnung.

## Statistik

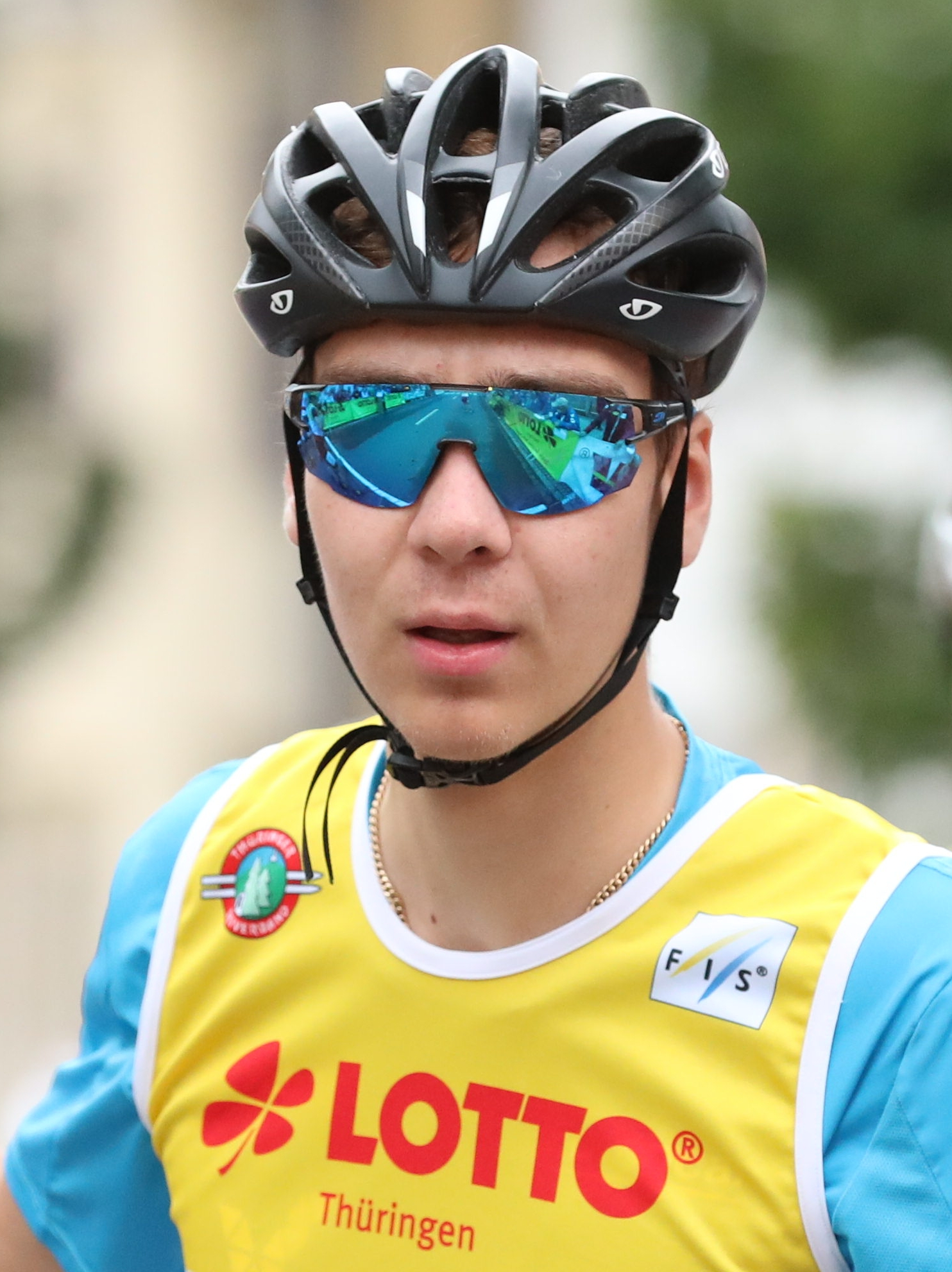
Niittykoski beim Sommer Grand Prix 2021 in Oberhof und Steinbach-Hallenberg

### Platzierungen bei Weltmeisterschaften
| Jahr und Ort    | Wettbewerb | Wettbewerb   | Wettbewerb | Wettbewerb | Wettbewerb |
| Jahr und Ort    | Einzel NS  | Gundersen GS | Teamsprint | Team       | Mixed-Team |
| --------------- | ---------- | ------------ | ---------- | ---------- | ---------- |
| 2021 Oberstdorf | 34.        | 30.          | —          | 05.        | —          |
| 2023 Planica    | —          | 29.          | —          | 05.        | —          |
| 2025 Trondheim  | —          | 24.          | —          | 04.        | —          |

### Weltcup-Platzierungen
| Saison  | Platz | Punkte |
| ------- | ----- | ------ |
| 2021/22 | 59.   | 001    |
| 2022/23 | 53.   | 011    |
| 2023/24 | 45.   | 064    |
| 2024/25 | 35.   | 159    |

### Grand-Prix-Platzierungen
| Saison | Platz | Punkte |
| ------ | ----- | ------ |
| 2021   | 47.   | 005    |
| 2022   | 51.   | 003    |

### Continental-Cup-Platzierungen
| Saison  | Platz | Punkte |
| ------- | ----- | ------ |
| 2017/18 | 85.   | 019    |
| 2018/19 | 64.   | 082    |
| 2019/20 | 37.   | 097    |
| 2020/21 | 38.   | 086    |
| 2021/22 | 90.   | 006    |
| 2022/23 | 32.   | 076    |
| 2023/24 | 25.   | 239    |